# Houbatka voštinatá
Houbatka voštinatá (Sycon raphanus Schmidt, 1862) je vápenatá mořská houba žijící na mělčinách evropských moří.

## synonyma
- Sycandra raphanus

## Popis
Je pouhé 2 cm veliká. Má tělo syconového typu, vyvrhovací otvor (osculum) má lemovaný límečkem dlouhých jehlic. Stejné jehlice jsou i na povrchu těla, což dalo houbě její druhové jméno.